# Юнас Бродін
Юнас Бродін (швед. Jonas Brodin; 12 липня 1993, м. Карлстад, Швеція) — шведський хокеїст, захисник. Виступає за «Міннесота Вайлд» у Національній хокейній лізі.
Вихованець хокейної школи «Нор» ІК. Виступав за «Фер'єстад» (Карлстад), «Міннесота Вайлд», «Х'юстон Аерос» (АХЛ).
В чемпіонатах Швеції — 94 матчі (0+12), у плей-оф — 25 матчів (4+0). В чемпіонатах НХЛ — 136 матчів (10+222), у турнірах Кубка Стенлі — 18 матчів (0+2).
У складі національної збірної Швеції учасник чемпіонату світу 2012 (7 матчів, 1+0). У складі молодіжної збірної Швеції учасник чемпіонату світу 2012. У складі юніорської збірної Швеції учасник чемпіонатів світу 2010 і 2011.
Досягнення
- Чемпіон Швеції (2011)
- Переможець молодіжного чемпіонату світу (2012)
- Срібний призер юніорського чемпіонату світу (2010, 2011).
- Чемпіон світу в складі національної збірної Швеції 2017.